# Americo Porfidia
Americo Porfidia (Caserta, 7 aprile 1958) è un politico italiano.

## Biografia
Sindaco di Recale nel casertano dal 2007 eletto nell'Italia dei Valori nel 2006 e nel 2008, nel gennaio 2009 lascia il partito di Antonio Di Pietro alla volta del gruppo misto. Nell'ottobre 2010 aderisce a Noi Sud e ufficializza il suo passaggio nelle file della maggioranza. Contestualmente, Noi Sud costituisce un gruppo parlamentare unitario con I Popolari di Italia Domani, movimento scissosi dall'Unione di Centro con l'obiettivo di sostenere il governo Berlusconi IV.
Porfidia, insieme ad alcuni parlamentari eletti nell'opposizione, si rivela determinante nell'accordare la fiducia al governo di centro-destra il 14 dicembre 2010.
Nel gennaio 2011 gli esponenti del movimento aderiscono a Iniziativa Responsabile, poi ridenominata Popolo e Territorio.
Il 3 novembre 2011 abbandona il gruppo parlamentare di Popolo e Territorio per aderire al Gruppo misto della Camera, dichiarando di voler comunque sostenere il Governo Berlusconi IV. Il 7 novembre 2011 Porfidia fonda con altri due deputati di Noi Sud (ex Popolo e Territorio) Arturo Iannaccone e Elio Vittorio Belcastro la componente "Noi per il Partito del Sud Lega Sud Ausonia (Grande Sud)".
Nel maggio 2012 decide di non ricandidarsi a Sindaco di Recale scegliendo come suo erede:l'amico e medico Roberto Massi sostenuto dalla lista civica Città Continua...Ancora continuatore della politica di Porfidia. Il 7 maggio 2012 viene eletto nuovo Sindaco di Recale con il 53.52% Patrizia Vestini della lista civica Recale.Rinasce che sedeva all'opposizione della Giunta trasformista di Porfidia nella scorsa legislatura staccando di quasi quindici punti Massi.